# Перкутана емболизација варикокеле
Перкутана емболизација варикокеле је најмање инвазивна метода од свих других приступа у лечењу варикокеле. За разлику од традиционалних хируршких терапија, перкутани интервентни приступи не захтевају хируршке резове и стога се могу изводити у локалној анестезији, док хируршки приступи захтевају опсежније анестетичке препарате. Употреба венографије омогућава прецизну идентификацију унутрашњих сперматичних вена, у односу на било какво колатералног венског васкуларно снабдевања који може допринети клиничкој патологији. Поред тога, трансвенозна метода практично елиминише потенцијал за оштећење артерије тестиса , што резултује смањеним компликацијама у вези са болом и атрофијом тестиса.
Склеротерапија је неинвазивна процедура која траје само око 10 минута што је минимално, у поређењу са инвазивном операцијом варикокеле. 

## Историја
Сперматична венографија је први пут уведена 1970-их година као дијагностички алат за идентификацију некомпетентних сперматичних вена као потреба за хируршком интервенцијом. Године 1978, Лима са сарадницима направио је први покушај перкутане терапијске интервенције за лечење варикокеле. Перкутана оклузија леве сперматичне вене постигнута је убризгавањем комбинације глукозе и склерозантног средства кроз трансвенски катетер. Током наредних година, каснији покушаји су користили различите облитеративне методе укључујући склерозирајуће агенсе, балоне за оклузију и емболизацирајуће спирале.
Рани покушаји перкутане емболизације, који су користили трансфеморални приступ левој сперматској вени, иако су били успешни, феморални приступ је ограничио приступ десној сперматичној вени, ограничавајући на тај начин обим процедуре на пацијенте са једностраном варикокелом. 
Године 1981. Форманек је постао пионир трансјугуларног приступа, који је омогућио билатералну перкутану емболизацију.
Тренутно се у клиничкој пракси користе и трансфеморални и трансјугуларни приступи.

## Релевантна анатомија
Познавање шема венске дренаже унутрашње сперматичне вене  је кључно за технике васкуларног приступа. Унутрашња сперматична вена почиње на ушћу пампиниформног или сперматичног венског плексуса близу главе бутне кости. Типично, лева сперматична вена дренира у леву бубрежну вену, док десна дренира директно у доњу шупљу вену на антеролатералном зиду испод десне бубрежне вене. Верује се да је већа преваленција левостране варикокеле секундарна у односу на јединствени угао на ушћу леве сперматичне и бубрежне вене, што доводи до повећаног хидростатског притиска. Описане су значајне варијације у овом типичном обрасцу са аномалном комуникацијом примећеном међу ретроперитонеалним, перитонеалним, надбубрежним и порталним венама, као и комуникацијом између леве и десне сперматичне вене.

## Опште информације
Варикокела се састоји од абнормално проширених и кривудавих вена унутар пампиниформног плексуса сперматичне врпце. 
Варикокела је распрострањена, јавља се код отприлике 15 % свих мушкараца, 35 % мушкараца са примарном неплодношћу и до 80 % мушкараца са секундарном неплодношћу. Док је већина мушкараца са варикокелом асимптоматска, постоје јасни докази да је варикокела повезана са прогресивним падом функције тестиса што доводи до поремећених параметара сперме и могућег смањења серумског тестостерона. Сходно томе, показало се да лечење варикокеле зауставља континуирани пад функције тестиса, побољшава параметре сперме и, у неким извештајима, серумски тестостерон. Према томе, код неких мушкараца са примарном или секундарном неплодношћу, лечење варикокеле може елиминисати потребу за потпомогнутом репродукцијом, чиме се поштеде додатне интервенције, трошкови и психолошки стрес. Варикокела такође може довести до болова у скротуму, а корекција варикокеле може користити мушкарцима са болом у скротуму који нису успели да конзервативне мере. 
До сада су описани хируршки и нехируршки приступи лечењу варикокеле. 
Конвенционални ингвинални или субингвинални оперативни приступ укључује ингвинални рез са хируршким подвезивањем свих видљиво проширених сперматских вена и пажљиво избегавање артерије тестиса.  
Лапароскопска варикоцелектомија користи минимално инвазивну оперативну технику за проксимално лигирање унутрашњих сперматских вена. 
Радиографски приступи укључују венографију да би се идентификовале унутрашње сперматичне и колатералне вене са накнадном венском оклузијом путем различитих техника оклузије и емболизације. 
Стопа рецидива варикокеле је веома варијабилна и креће се од 0,6 % до 45 % у зависности од приступа лечењу. Ефикасност варикоцелектомије за лечење неплодности утврђује се на основу побољшања нивоа тестостерона у серуму, параметара семена и, на крају, стопе трудноћа након лечења. Код пацијената са скроталним болом, примарни циљ је ублажавање бола.

## Средства за емболизацију
Средства која се обично користе за емболизацију варикокеле укључују механички оклузивне чврсте и течне емболичне агенсе. Избор агенса за емболизацију зависи од преференција оператера.
Чврста средства за емболизацију су спирале и васкуларне чепове. Поред механичке оклузије, присуство тромбогених „влакана“ унутар калемова изазива тромботичку оклузију. Недостаци чврстих средстава за емболизацију укључују ризик од миграције спирале и венске перфорације.
Течна средстства за емболизацију су популарно коришћени склерозант натријум тетрадецил сулфат и адхезивне полимере попут нБЦА (лепка). Ова средства изазивају инфламаторну реакцију, што доводи до ендотелне некрозе и тромбозе. Недостаци течних средстства за емболизацију укључују ризик од укљештења катетера, нециљне емболизације, миграције лепка и флебитис пампиниформног плексуса.

## Механизам
Ињектирање нежељених вена склерозирајућим раствором доводи до оштећeња зид вене са намером да у њој покрене процес који ће довести до оклузије третиране вене. Таква вена се одмах смањује, а затим се раствори током периода од неколико недеља док тело природно апсорбује третирану вену. Почетно  скупљање  вене је прво узроковано спазмом мишићног слоја зида вене. Затим склерозирајући раствор оштећује зид вене, изазивајући упалу и постепено стварање ожиљака (склерозе) током наредних недеља. Склероза је узрокована повећањем фибробласта у ћелијском зиду што узрокује контракцију вене.  
Ова метода захтева пажљиву процену јачине раствора за склерозирање како би ефекат био довољно јак и клинички значајан у циљној вени без изазивања прекомерног оштећења околних ткива. 

## Компликације
Велике компликације емболизације су ретке. Док је венска васкуларна перфорација релативно честа током процедуре, али ретко доводи до великог крварења. Чак и повремена ненамерна артеријска перфорација, на пример, повреда феморалне артерије, ретко доводи до озбиљних последица. Миграција средства је познат ризик од процедура емболизације, али је прилично ретка. Миграција спирале током леве варикоцелектомије може изазвати тромбозу бубрежне вене; теоретски, даља миграција је могућа до нивоа шупље вене, па чак и плућног венског система.
Компликација се може спречити прецизним предимензионирањем калемова и употребом одвојивих калемова или васкуларних чепова.
Пацијенти који су подвргнути емболизацији могу имати бол у пери-процедуралном нивоу до 10 дана. Док је неколико студија известило о учесталости епидидимитиса од 3% до 3,7% са емболизацијом, једна група је пријавила ризик од хематома од 10%, више студија је показало 0% ризика од развоја хроничног скроталног бола. Инциденција постемболизацијске хидрокеле је прилично ниска, и креће се у распону од 0% до 12%, што је вероватно резултат поштеде лимфних канала путем интраваскуларног приступа.